# 時効警察
『時効警察』（じこうけいさつ）は、毎週金曜日23時15分 - 翌0時10分に、テレビ朝日系「金曜ナイトドラマ」枠で放送された日本の刑事ドラマシリーズ。主演はオダギリジョー。
本項では以下の各シリーズと、特番作品について扱う。
- 時効警察：2006年1月13日 - 3月10日（全9回）
- 帰ってきた時効警察：2007年4月13日 - 6月8日（全9回）
- 時効警察・復活スペシャル：2019年9月29日
- 時効警察はじめました：2019年10月11日 - 12月6日（全8回）
- 時効警察とくべつへん：2019年10月19日 - 11月30日（全4回）

## 概要
時効（公訴時効）が成立した未解決事件を“趣味で”捜査する総武署時効管理課の警察官・霧山修一朗の活躍を描くコメディミステリードラマ。主人公らの恋愛描写があり、作品紹介では「脱力系コメディ」と表現されている。なお、殺人事件（人を死亡させた罪であって死刑に当たる罪）の公訴時効は、第2シリーズ放映後に刑事訴訟法が改正（2010年4月27日施行）され、撤廃されている。ヒロインの麻生久美子は、この作品が民放の連続ドラマ初出演となった。
2006年に放送された第1シリーズは第23回「ATP賞テレビグランプリ2006」ドラマ部門において最優秀賞を受賞。
作品のトーンを主導したのは、3シリーズおよびスペシャルあわせて9本の監督と脚本を担当した三木聡で、他に4本を演出した園子温らの個性も反映されている。この他、主演のオダギリジョー・熊本課長役の岩松了が脚本・監督を担当したエピソードも存在する。

### 放送
2006年1月から第1シリーズが金曜ナイトドラマ枠で放送され、連続ドラマシリーズはいずれも同枠で放送されている。ただし一部地域は『探偵!ナイトスクープ』放送のため時差放送。
2007年4月13日より第2シリーズにあたる『帰ってきた時効警察』（かえってきたじこうけいさつ）が放映。
2019年8月21日、第3シリーズ前にドラマスペシャル『時効警察・復活スペシャル（時効警察はじめました 零号）』（じこうけいさつふっかつスペシャル〈じこうけいさつはじめましたゼロごう〉）が9月29日に放送されることが明らかになった。
2019年9月12日、第3シリーズにあたる『時効警察はじめました』が10月11日から放送されることが明らかになった。
2019年9月24日、公式HP内で第3シリーズの新キャストの過去を扱った特別ドラマが『時効警察とくべつへん』として10月19日からビデオパス、AbemaTVで動画配信される事が発表された。

## ドラマの流れ
基本的には「物語の序盤で霧山が興味を持った時効事件の真相を一話かけて解明する」という毎回完結形式である。各話で取り上げられる事件に相互の関連はないが、人物やキャラクターの関連した登場は見られる。
刑事ドラマとしてのスタイルはコメディーでありながら倒叙物に近い形式（犯人自体はたいてい予告編で次回のゲストとして紹介される人物の役柄だったり、アリバイや証拠不十分で逮捕されなかった事件発生当時の容疑者だったりと、ほとんど明かされている状態）。犯人であると着目する理由としては、霧山は人の動作を見て判断している（便秘である・髪型が変わる・雨が降り出す・メガネが曇る等）が、その観点は独自性が強い。
物語の中には随所に視聴者の笑いを誘う要素がでたらめとも言えるほどに散りばめられており、その中にはちょっとした伏線が含まれていることもあるので、細部まで見逃せないものとなっている（この手法は同局の『TRICK』でも使われている）。また、パロディやもじり、昔の映画などを彷彿とさせる表現も多く、この点でも『TRICK』と共通している。ゲストキャラの回想シーンに学生時代が登場する場合、通常若手俳優が演じるところをゲスト当人が演じている。
登場人物のほとんどが独特のノリを持っており、奇抜な言動・行動が多い。なお、ヒロインの三日月はツッコミを受け持つことが多く、レギュラーの中では最も常識家で正常な感性の持ち主として設定されているが、それでも若干前のめりで騒々しい（名前と正反対であると本人も自認）女性として描かれ、演じる麻生はDVD特典映像（「帰ってきた」2巻）の中で「この番組に出るまでは、もっと神秘的なイメージの女優だった」と冗談まじりに語っている。また回を重ねるごとにキャラクターが崩壊するレギュラーメンバーも多い。
番組自体はハイビジョンで製作されているため、基本的にアスペクト比は16:9（ただしHOMEなどの一部地域では超額縁放送）であるが、過去の事件のあらましを振り返るシーンのみは4:3となっていたが、第3シリーズでは全て16：9に変更された。

## 物語の舞台

### 総武警察署
総武市をはじめ、西総武市、上総武市、北総武市、総府武中市、羚羊市などを管轄下に置く警察署。「成動　協同　自主」が署訓であったが、「明朗　団結　親切」が署訓となった。そして、昼夜を問わず管轄内の安全維持に奮闘している。5階建てという設定だが、1階以外の階は映ったことがなく、更に第2シリーズの最終話では、何故か穴のあいた1階の天井から空が見えていた。署内には刑事課、交通課、鑑識課とともに、時効管理課なる部署が存在しており、霧山はこの時効管理課に所属している。
なお、総武署の所在地は「総武市元官町一丁目七番地一号」とされているが、総武市など総武署の管轄地域は架空の自治体であり、もちろん総武署自体も実在しない。
総武署管轄地域のモデルとなった場所として総武警察署ホームページによれば「犬吠埼や塩砦といった温泉や、総武警察パトカーの乗り物がある遊園地などもあり、レジャーも存分に楽しめます。稀有な名前を持つ店舗が多いのも、この地域の特色。また、多数の飲み処や、雑誌に掲載された飲食店もあり、食文化がめざましく発展しています。教育施設も豊富で、朝日ヶ丘大学や総武女子芸術大学など、ハイレベルな教育機関が存在。有名人も多数輩出し、近年急速に注目度が高まっている地域です。」となっている。

### 時効管理課
総武警察署と、周辺の警察署管轄内で発生し時効になった事件に関して、資料整理および遺留品の返却をする部署。実際には存在しない。
英名：LIMITATION TASK FORCE

## スタッフ
各シリーズの脚本・監督担当は放送日程を参照
- 脚本 - 三木聡、岩松了、園子温、ケラリーノ・サンドロヴィッチ、山田あかね、高山直也、塚本連平、吉田玲子、麻生学、オダギリジョー、福田雄一[7]、大九明子、田中眞一、小峯裕之
- ナレーション - 由紀さおり
- 音楽 - 坂口修（編曲：大井洋輔）、上野耕路（SP・第3シリーズ）、スパム春日井（SP・第3シリーズ）
- 主題歌
  - 第1シリーズ - CEYREN「雨」
  - SP・第3シリーズ - 椎名林檎「公然の秘密」（EMI Records / ユニバーサルミュージック）[8]
- 劇中歌
  - 以下の3点は『帰ってきた時効警察』第四話で、催眠術にかけられた三日月が歌ったもの
    - 「しゃくなげの花」（作詞・作曲：犬山イヌコ）
    - 「月見そばのうた」（作詞・作曲：犬山イヌコ）ちなみにこの曲はモヤモヤさまぁ〜ず2で挿入歌として使用されることがある。
    - 「た べ も の」（作詞：犬山イヌコ、作曲：犬山イヌコ・KERA）

  - 以下の2点は『時効警察はじめました』第七話で、被害者である蝙蝠ユキオ（演：前野健太）が発表した楽曲
    - 「今夜、僕は君の腕の中で、君は僕の腕の中で」（作詞・作曲：前野健太）
    - 「グラスアゲイン」（作詞・作曲：前野健太）
- 技斗 - 村上潤
- 技術協力 - オーエイギャザリング（第1シリーズ）、アップサイド（第2シリーズ - ）
- 美術協力 - テレビ朝日クリエイト
- ポスプロ - バウムレーベン、ブル
- スタジオ - 東映テレビ・プロダクション
- チーフ / ゼネラルプロデューサー
  - 第1・第2シリーズ - 黒田徹也（テレビ朝日）
  - SP・第3シリーズ - 横地郁英（テレビ朝日）
- プロデューサー
  - 第1・第2シリーズ - 横地郁英（テレビ朝日）、遠田孝一（MMJ）
  - SP・第3シリーズ - 大江達樹（テレビ朝日）、山本喜彦（MMJ）
- 監督 - 三木聡、岩松了、園子温、ケラリーノ・サンドロヴィッチ、塚本連平、麻生学、安見悟朗、オダギリジョー、大九明子、今泉力哉、森ガキ侑大
- 製作 - テレビ朝日、MMJ

## 放送日程
この番組では、話数表示に漢数字を使っている。

### 時効警察（2006年）
| 各話                                                           | 放送日        | サブタイトル                                                               | ラテ欄                                       | ゲスト     | 脚本                                                  | 監督                                                  | 視聴率 |
| -------------------------------------------------------------- | ------------- | -------------------------------------------------------------------------- | -------------------------------------------- | ---------- | ----------------------------------------------------- | ----------------------------------------------------- | ------ |
| 第一話                                                         | 2006年1月13日 | 時効の事件には、 おいしいご飯の湯気が 似合うと言っても 過言では無いのだ    | 時効が成立した “完全犯罪” 白状させる男!!     | 東ちづる   | 三木聡                                                | 三木聡                                                | 09.7%  |
| 第二話                                                         | 1月20日       | 偶然も極まれば 必然となると言っても 過言ではないのだ!                      | 五輪女王選考殺人!! 妹と監督の秘密            | 池脇千鶴   | 三木聡                                                | 三木聡                                                | 12.1%  |
| 第三話                                                         | 1月27日       | 百万人に無視されても、 一人振りむいてくれれば 人はしあわせ…じゃない?       | 電車ホーム殺人!! セレブ夫婦の 歪んだ結婚生活 | 緒川たまき | 岩松了                                                | 岩松了                                                | 08.3%  |
| 第四話                                                         | 2月03日       | 犯人の575は崖の上                                                          | サスペンスの女王は 温泉で二度死ぬ            | 永作博美   | 園子温                                                | 園子温                                                | 11.2%  |
| 第五話                                                         | 2月10日       | キッスで殺せ! 死の接吻は甘かったかも?                                      | キスで殺すトリック!! 女医の(秘)犯罪          | 奥菜恵     | 高山直也 塚本連平 （脚本協力：山田あかね）            | 塚本連平                                              | 10.8%  |
| 第六話                                                         | 2月17日       | 恋の時効は2月14日であるか 否かはあなた次第                                 | …実録!? スナックママ 整形逃亡15年            | 森口瑤子   | 園子温                                                | 園子温                                                | 09.2%  |
| 第七話                                                         | 2月24日       | 主婦が裸足になる理由を みんなで考えよう!                                   | 三億円事件を時効にした 白バイの女            | 葉月里緒奈 | 岩松了                                                | 塚本連平                                              | 11.2%  |
| 第八話                                                         | 3月03日       | 桜咲く、 合格通知は、死への招待状?                                         | 最終章!! 美人教授の愛した 殺人数式           | 櫻井淳子   | ケラリーノ・サンドロヴィッチ （共同脚本：山田あかね） | ケラリーノ・サンドロヴィッチ （共同脚本：山田あかね） | 08.4%  |
| 最終回                                                         | 3月10日       | さよならのメッセージは 別れの言葉とは 限らないと言っても 過言ではないのだ! | 最終回 ピアノの女王は 14曲で死ぬ             | りょう     | 三木聡                                                | 三木聡                                                | 10.1%  |
| 平均視聴率 10.1%（視聴率はビデオリサーチ調べ、関東地区・世帯） |               |                                                                            |                                              |            |                                                       |                                                       |        |

### 帰ってきた時効警察（2007年）
| 各話                                                           | 放送日        | サブタイトル                                                                                      | ラテ欄                                   | ゲスト                | 脚本                         | 監督                         | 視聴率 |
| -------------------------------------------------------------- | ------------- | ------------------------------------------------------------------------------------------------- | ---------------------------------------- | --------------------- | ---------------------------- | ---------------------------- | ------ |
| 第一話                                                         | 2007年4月13日 | 嘘は真実を食べる 怪物だと言っても 過言では無いのだ!                                               | 女子アナは便秘!? 高原の密室殺人          | 麻木久仁子            | 三木聡                       | 三木聡                       | 12.8%  |
| 第二話                                                         | 4月20日       | 好きな理由よりも 嫌いな理由の方が ハッキリしてると言っても 過言では無いのだ!                      | No.1ホステスは 殺した後 カクテルを飲む!? | 市川実和子            | 三木聡                       | 三木聡                       | 11.9%  |
| 第三話                                                         | 4月27日       | えっ!? 真犯人は霧山くん!?                                                                         | セクシー女帝の プクー人形殺人事件        | 杉本彩                | 園子温                       | 園子温                       | 10.9%  |
| 第四話                                                         | 5月04日       | 催眠術は、推理小説には タブーだと言っても 過言ではないのに…                                       | 完全密室殺人と 歌手になる女              | ともさかりえ          | ケラリーノ・サンドロヴィッチ | ケラリーノ・サンドロヴィッチ | 11.4%  |
| 第五話                                                         | 5月11日       | 幽霊を見ても 決して目をそらしては いけないのだ                                                    | 双子女優の死体を消す (秘)トリック!!      | 鶴田真由              | 吉田玲子 麻生学              | 麻生学                       | 11.0%  |
| 第六話                                                         | 5月18日       | 青春に時効が あるか否かは 熊本さん次第!                                                           | 温泉女将は 化粧水＆殺人で若返る!?        | 西田尚美              | 園子温                       | 園子温                       | 13.5%  |
| 第七話                                                         | 5月25日       | ごく普通の主婦が イノシシと間違えられるには、 それなりの理由があったのだ!                         | 女子バレー村… Ｘ攻撃殺人!?               | 国生さゆり 由紀さおり | 山田あかね                   | 安見悟朗                     | 11.7%  |
| 第八話                                                         | 6月01日       | 今回、三日月が 大活躍する理由は 深く探らない方がいいのだ!                                         | 霧山が緊急入院!! 富豪殺人に挑む 三日月!? | 松田美由紀 加藤治子   | オダギリジョー               | オダギリジョー               | 11.2%  |
| 最終回                                                         | 6月08日       | 振り返らずに別れるか? 最後にもう一度 振り返って別れるか? それが問題だと言っても 過言ではないのだ! | 最終回は最強犯人!! フラメンコ殺人        | 室井滋                | 三木聡                       | 三木聡                       | 13.5%  |
| 平均視聴率 12.0%（視聴率はビデオリサーチ調べ、関東地区・世帯） |               |                                                                                                   |                                          |                       |                              |                              |        |

### 時効警察・復活スペシャル（2019年）
| 放送日                                         | オープニング | ラテ欄 | ゲスト   | 脚本   | 監督   | 視聴率 |
| ---------------------------------------------- | --- | --- | -------- | ------ | ------ | ------ |
| 2019年9月29日                                  | 静かな時効の事件の陰には、 知られちゃいけない過去がある、 過去、過去、過去、過去、過去 (童謡「静かな湖畔」のメロディで歌っている) | 12年ぶり新作〜未解決ミステリー!! 71歳の有名人・美魔王が40歳に見える謎と… 24年前の殺人事件との点と線!? ラーメンが導く真相…衝撃の結末に母の涙 | 武田真治 | 三木聡 | 三木聡 | 9.2%   |
| （視聴率はビデオリサーチ調べ、関東地区・世帯） | | |          |        |        |        |

### 時効警察はじめました（2019年）
| 各話                                                          | 放送日         | サブタイトル                         | オープニング | ラテ欄                                              | ゲスト                              | 脚本              | 監督       | 視聴率 |
| ------------------------------------------------------------- | -------------- | ------------------------------------ | --- | --------------------------------------------------- | ----------------------------------- | ----------------- | ---------- | ------ |
| 第一話                                                        | 2019年10月11日 | 総武のウタマロ                       | ウタマロは 愛する故に我ありで、 訳あり人生が結果、 寒々しい結末を生んだのだ                                           | 復活!! 美人教祖の 密室殺人!? 蚊に刺される謎         | 小雪                                | 三木聡            | 三木聡     | 7.7%   |
| 第二話                                                        | 10月18日       | 超人気 ミステリー作家の 密室殺人     | ミステリーには密室と 巧みなトリックが つきもので、 いつも犯人は悲しい過去を 引きずっていると言っても 過言ではないのだ | 超人気 ミステリー作家の 完全犯罪!! ワキ汗の秘密!?   | 向井理                              | 福田雄一 田中眞一 | 塚本連平   | 6.1%   |
| 第三話                                                        | 10月25日       | 婚活の女神の 恋の罠                  | 婚活にルール・マナーは 数あれど、 「殺し」に勝るタブーなし                                                            | 婚活女王の㊙︎テク! 殺人は吊り橋デートで!?            | 中山美穂                            | 小峯裕之          | 今泉力哉   | 5.9%   |
| 第四話                                                        | 11月08日       | ゾンビ映画 殺人事件                  | ゾンビもゾンビ映画も 蘇るなら、 時効事件の捜査も 蘇るのだ!                                                            | ゾンビ映画 殺人を止めるな!? 女優と監督の秘密        | 中島美嘉                            | 小峯裕之          | 森ガキ侑大 | 4.9%   |
| 第五話                                                        | 11月15日       | 伝説の芸人 ラジオ生放送殺人!?        | 密室狭しと言えども ひとたびコントを しようものなら 殺人来たると言っても 過言ではないのだ                              | 生放送 お笑いコンビ殺人!? 密室とゲッツ! の 点と線!! | 趣里                                | 大九明子          | 大九明子   | 6.3%   |
| 第六話                                                        | 11月22日       | プロレスラー タイトルマッチ 殺人事件 | プロレスの楽しみ方は 人それぞれで、 善玉でも悪玉になるし、 またその逆も然りと言っても 過言ではないのだ                | プロレス殺人!? 女社長㊙︎必殺技                       | 寺島しのぶ 柳葉敏郎 パオロ          | 田中眞一          | 大九明子   | 6.2%   |
| 第七話                                                        | 11月29日       | 一発屋メガネ歌手 殺人事件            | メガネをかけても外しても、 見えすぎちゃって困るの、 なんてことはないのだ                                              | 最終章…!! 13股殺人!? 開運メガネの謎                 | 檀れい                              | 田中眞一          | 今泉力哉   | 5.5%   |
| 最終回                                                        | 12月06日       | 死を予言する男                       | 未来のことは 誰にも解らないけど、 さよならだけは やって来るのが 人生……なんちて                                        | 死を予言!? 飛び込みプールの謎                       | 山﨑賢人 二階堂ふみ 染谷将太 松重豊 | 三木聡            | 三木聡     | 5.5%   |
| 平均視聴率 6.0%（視聴率はビデオリサーチ調べ、関東地区・世帯） |                |                                      | |                                                     |                                     |                   |            |        |

## 配信ドラマ
「時効警察はじめました」の特別ドラマ『時効警察とくべつへん』が、2019年10月19日0時15分からビデオパス、AbemaTVで配信されている（全4回）。
時効警察とくべつへん 鑑識課・又来康知
- キャスト
  - 又来康知 - 磯村勇斗
  - 又来 - ふせえり
  - 下柳田喜一郎 - 小手伸也
  - 霧山修一朗 - オダギリジョー（特別出演）
  - 三日月しずか - 麻生久美子（特別出演）
  - 十文字疾風 - 豊原功補（特別出演）
  - サネイエ - 江口のりこ（特別出演）

- スタッフ
  - 脚本・監督 - 村上大樹
  - 音楽 - 坂口修
  - ゼネラルプロデューサー - 横地郁英（テレビ朝日）
  - プロデューサー - 大江達樹（テレビ朝日）、山本喜彦（MMJ）
  - 制作 - テレビ朝日、MMJ

- 放送日程
  - 前編：2019年10月19日（土）0時15分（金曜深夜）配信スタート
  - 後編：2019年10月26日（土）0時15分（金曜深夜）配信スタート

時効警察とくべつへん 刑事課・彩雲真空
- キャスト
  - 彩雲真空 - 吉岡里帆
  - 「ラーメン巨匠」の店主・瀬尾 - 岡野陽一
  - 霧山修一朗 - オダギリジョー（特別出演）
  - 三日月しずか - 麻生久美子（特別出演）
  - 十文字疾風 - 豊原功補（特別出演）
  - 蜂須賀 - 緋田康人（特別出演）

- スタッフ
  - 脚本・監督 - 大九明子
  - 音楽 - 坂口修
  - ゼネラルプロデューサー - 横地郁英（テレビ朝日）
  - プロデューサー - 大江達樹（テレビ朝日）、山本喜彦（MMJ）
  - 制作 - テレビ朝日、MMJ

- 放送日程
  - 前編：2019年11月23日（土）0時15分（金曜深夜）配信スタート
  - 後編：2019年11月30日（土）0時15分（金曜深夜）配信スタート

## アイテム

### 「誰にも言いませんよ」カード
この作品の象徴とも言えるアイテム。霧山が事件の真相を解明した際、事件の当事者（基本的に犯人）に渡す「この件は誰にも言いません。」と書かれたカードである。
手渡す際には相手の名前及び霧山の署名が書かれた上で、霧山の認印が押される（回によっては霧山と三日月の連名で、2人の認印が押される場合もある）。多くは時効を迎えているので、霧山の捜査はあくまで趣味であり、「事件の真相を知るのが目的であること」及び「真相については誰にも口外しないこと」が保証される。が、もちろん持っているからといって何か特別なことが起こるようなものではない。
このカードは霧山が個人的に製作したもので、自宅や署内のロッカーに大量のストックが存在することが劇中で明らかになっている。文面は共通だが外枠に色のバリエーションがあり、毎回異なる色のカードが登場する。また、渡す相手によってたびたびカード形態を変化させている（下記参照）。なお、時効になっていない事件でこのカードをもらったのは第2シリーズ終了時点で1人だけである。
『時効警察』のホームページ内にある霧山の日記には、この「誰にも言いませんよ」カードのPDFファイルが各話別に用意されており、厚紙にプリントすることで劇中のカードを色使いまで忠実に再現することができる。また、DVDには「誰にも言いませんよ」カード9枚が初回封入特典としてついている。

#### 「誰にも言いませんよ」カードのバリエーション
- 「誰にも言いませんが」カード - 第1シリーズ第八話で使用。「この件は誰にも言いません」と「。」の間に手書きで「が」を書き足したもの。「この件は誰にも言いませんが、日本語はもっと勉強した方がいいと思います。」の意。
- 「誰にも言いませんよ」カードF - 第1シリーズ最終回以降、3名の女性犯人に使用。第2シリーズ第三話からは元に戻している。水商売の名刺にヒントを得て角を丸く落としたもので、FはFemale（女性）の頭文字。スペシャルでも使用。
- 「誰にも言いませんよ」カード ロイヤル・ストレート・フラッシュ - 第2シリーズ第五話で使用。関係者5人に渡すために用意された「誰にも言いませんよ」カードの5枚組。
- 「誰にも言いませんよ」カードH - 第2シリーズ第七話で使用。文面の末尾に手書きで「H」と書き足したもの。Hは「本気 (Honki)」の意。
- 「誰にも言いませんよ」カード3D - 第3シリーズ第一話で使用。カードが2枚に折られており、開くと飛び出す絵本のように「誰にも言いませんよ」の文字が浮かんでくる。
- 「誰にも言いませんよ」カード・ダイバー仕様 - 第3シリーズ第三話で使用。吊り橋から転落するのを想定して、プラスチック素材の透明カードで出来ている。
- 「誰にも言いませんよ」カードZ - 第3シリーズ第四話で使用。ゾンビの手形を模様にしている。Zはゾンビ（Zonbi）の頭文字の他に、アルファベットの最後の文字ということで、「捜査は最後にします」の意味で付けた。
- 「誰にも言いませんよ」カード・ハイブリッド - 第3シリーズ第五話で使用。ハガキのデザインでアンテナが付けられている。
- 「誰にも言いませんよ」カード・ミュージック - 第3シリーズ第七話で使用。ボタンが付いており、押すと未発表曲が流れる。

### そーぶくん
総武警察署は「そーぶくん」という独自のマスコットを持っており、番組では劇中のみならず、スポンサーの紹介などいたる所に登場する。そーぶくんのデザインは警視庁のマスコット「ピーポくん」に酷似しているが、頭の角がピーポくんの1本に対しそーぶくんは2本であること、ピーポくんの全身がオレンジ色・頭部が水色という配色が逆転していること（そーぶくんは全身が水色・頭部がオレンジ色）、目が点状となっていることなど、いくつかの相違点がある。総武警察署ホームページでは家族としておじさん・おばさん・いとこが紹介されているが、なぜか両親や兄弟の存在は示されていない。なお、中学時代はテニス部で活躍していたらしい。

### そーぶさん
「時効警察はじめました」から「そーぶくん」に代わる総武警察署の新マスコットキャラクター。「そーぶくん」と見た目はそっくりだが、体がメタボ気味で、2本の角がなくなっている。「そーぶくん」が太ったわけでなく、まったく別人であると2019年9月4日のTwitterでつぶやいている。語尾に「そーぶ」をつける癖を持っている。

### 婚姻届
第1シリーズ第一話にて又来が購買部の横の廊下で拾ったもので、時効管理課全員でじゃんけんをして負けた霧山が記入させられた。その後三日月がそれをこっそり拝借し（三日月は「ガメる」という表現を使う）、妻の欄に自分の名前を書いて一人悦に入ったりした。その後の話でもたびたび登場し、三日月の妄想をかき立てる。第1シリーズ最終回では三日月が霧山と自分の印鑑まで捺印するに至ったが、ある時風に飛ばされて紛失してしまい、三日月は悲嘆に暮れる。しかし、第1シリーズラストにて再び又来によって新しい婚姻届が拾われ、じゃんけんで負けた霧山が記入するという光景が繰り返されることとなった。なお、その新しい婚姻届（婚姻届2）は再び三日月の手に渡った。ちなみに、霧山が婚姻届に記入をするとき、三日月の目には婚姻届が輝いて見えるようである。

### 総武警察署員の制服
総武警察署員の制服は一般的な警察官と同じ濃紺のものだが、時効管理課課員と三日月の5人（第2シリーズでは真加出を加え6人）に限り、なぜかコスプレグッズのような明るい青色のものを着ている（三日月のもののみ他より色合いが鮮やかである）。この色違いの制服は三日月も着ていることから時効管理課に限ったものではなく、かと言って時効管理課以外の署員で着ているのは三日月ただ1人ということもあり、どのような理由で差異が生じているのかは定かでない。三日月に至っては、第1シリーズの四話・五話ではネクタイではなくなぜかリボンをしている。

### 張り紙
物語内ではほぼ毎回のように奇妙な張り紙が貼られた場所が登場する。書かれている内容も特にストーリーとは無関係ではあるが凝ったものばかりであり、そのあまりのシュールさは視聴者の笑いを誘う。

### 時効管理課の黒板
時効管理課にかかっている黒板には、毎回様々なことが書かれている。その日の時効件数や「STOP the 時効!」といった標語など。中でも目を引くのは「十文字 正正…」という記録。これは又来が十文字に思い切り叩かれた回数を記録したもので、回を追うごとに増えている。ただし『帰ってきた…』では、思い切り叩かれかけた所を上手く又来がよけたため、誰か（おそらく真加出であろう）が早とちりしてつけたと思われる記録1回分を真加出が消している。

### 登場人物の携帯電話
登場人物が使う携帯電話は、関東地区でスポンサーを務めるNTTドコモが放送開始当時に最新機種としてリリースしたFOMA 902iシリーズである。特に霧山が使う携帯電話は、演じるオダギリジョー自身がCMキャラクターを務めるF902iとなっており、放送枠内では同機種のCMが流れた（関東地区の場合）。また、着信音も作品のメインテーマや悲鳴など一風変わったものが使われたこともある（第1シリーズのみ。第2シリーズは普通の着信音で統一）。なお、第3シリーズでは普通のスマートフォンに代わっており、着信音の演出も無くなっている。

### 真加出の紙袋
「いつでも捨てられる紙袋の方がすき」という理由だけで使用する真加出のアイテム。そのロゴは日本産の煙草の銘柄である。
- 第一話：わかば、echo
- 第二話：echo
- 第四話：violet
- 第六話：しんせい
- 第七話：Peace
- 第九話：Golden Bat、わかば

## フィクションの注意書き
ドラマのエンディングに出てくる「このドラマはフィクションであり、登場人物、団体名等は全て架空のものです」のテロップでは、“フィクション”にかけた駄洒落を含む前置きが毎回付けられている。なお、第1シリーズ最終回では劇中の小ネタに沿った文章に変更されている。
時効警察
- 第一話：くしゃみはハクションですが
- 第二話：マイケルはジャクソンですが
- 第三話：二人でするのはつれションですが
- 第四話：今回の監督はソノ・シォーンですが
- 第五話：こころ公正であれ 大胆であれ 輝いてあれ はテレビ朝日の社是ですが
- 第六話：今回でソノ・シォーンは終わりでショーンボリですが
- 第七話：僕の妹にフィクションに似た言葉は？ と聞いたところイリュージョン犬のジョン・ファッション・合掌・柚子胡椒・あちょー・絶好調・金賞・浜ショー・戦国武将・国際宇宙ステーション・東証・和尚・四川省・新人タレントオーディション・あんたが大将・踊らにゃ損、損などと返事がきましたが
- 第八話：忌野清志郎は元RCサクセションですが
- 最終回：芳本はミッチョンですが、このドラマはフィクションであり登場人物・団体名等はベートーベンとモーツァルトとサリエリとバッハとキダ・タロー以外は架空のものです。

帰ってきた時効警察
- 第一話：茶はイックションですが
- 第二話：バッタモンはイミテーションですが
- 第三話：今回はソノショ〜ン監督の身もフタもない話でしたが
- 第四話：センセーショナルな人々が巻き起こすのはセンセーションですが
- 第五話：千葉真一はアクションで箱崎はジャンクションですが
- 第六話：今回はついに最後のソノショ〜ン監督で本当にショ〜ンボリですが
- 第七話：レノンと言えばジョンですが
- 第八話：大海が飲み込んでくれる叫びはチクショーんですが
- 最終回：さよならは別れの言葉じゃなくて再び逢うまでの遠い約束ですが

復活スペシャル
- 小便小僧は立ちションですが

時効警察はじめました
- 第一話：林先生は今でショ! ですが
- 第二話：何も思いつかないので僕の妹にフィクションに似た言葉は？と聞いたところ ローリング・ストーンズはサティスファクション・インポッシブルはミッション サブスクリプションはビジネスモデルの一つ・間仕切りはパーテーション ベルリン国際映画祭は金熊賞などと返事はきましたが
- 第三話：出会いはスローモーションですが
- 第四話：生・カトちゃんのクシャミはやっぱりイックションですが
- 第五話：出川哲朗はリアクションですが
- 第六話：グレイシー一族の三男はヒクソンですが
- 第七話：12年ぶりにみんなが集まれた時効警察はコングラッチュレーションですが
- 最終回：間違え易い言葉はシミュレーションですが

また、オープニングではドラマの放送開始時間である11:15をさした鳩時計の映像が時差放送局も含めて流れている。KHBでは独自のエンドテロップ（時効警察　終）に1:10の時計が描かれていた。

## 関連商品

### 書籍
- 三木聡ほか著『時効警察』角川書店（2006年3月11日、ISBN 4048736876）角川文庫（2007年3月、ISBN 978-4043844012）- 第1シリーズのノベライズ。
- テレビ朝日『時効警察』スタッフ編著『時効警察オフィシャル本』太田出版（2006年5月26日、ISBN 4778310004）
- 三木聡ほか著『帰ってきた時効警察』角川書店（2007年6月 ISBN 978-4048737821） - 第2シリーズのノベライズ。
- 『帰ってきた時効警察オフィシャル本』太田出版（2007年6月9日、ISBN 978-4778310677）

### CD
- 『時効警察 オリジナル・サウンドトラック』ピーエスシー（2006年3月1日）
- 『帰ってきた時効警察 オリジナル・サウンドトラック+』ピーエスシー（2007年5月23日）- 他作品のサントラや劇中歌を含めた2枚組。

### DVD
- 『時効警察 DVD-BOX』角川エンタテインメント（2006年6月23日）
- 『帰ってきた時効警察 DVD-BOX』角川エンタテインメント（2007年9月28日、ACBD-10528）（特別収録として番外編ドラマ「総武警察署時効管理課残業中1・2」を収録）